# Kardynałowie z nominacji Innocentego VII
Innocenty VII w trakcie swojego 2-letniego pontyfikatu mianował jedenastu kardynałów na jednym konsystorzu.

## Konsystorz12 czerwca1405
1. Corrado Caraccioli, arcybiskup Mileto i kamerling Świętego Kościoła Rzymskiego − kardynał prezbiter S. Crisogono[1], zm. 15 lutego 1411
2. Angelo Correr, łaciński patriarcha Konstantynopola, administrator diecezji  Koronei i gubernator Marchii Ankońskiej − kardynał prezbiter S. Marco (tytuł nadany 20 października 1406), następnie papież Grzegorz XII (30 listopada 1406 – abdykował 4 lipca 1415); kardynał biskup bez tytułu (15 lipca 1415), zm. 18 października 1417
3. Francesco Uguccione, arcybiskup Bordeaux − kardynał prezbiter Ss. IV Coronati[1], zm. 14 lipca 1412
4. Giordano Orsini, arcybiskup Neapolu − kardynał prezbiter Ss. Silvestro e Martino[2], następnie kardynał prezbiter S. Lorenzo in Damaso (2 lipca 1409), kardynał biskup Albano (23 września 1412), kardynał biskup Sabiny (14 marca 1431), zm. 29 maja 1438
5. Giovanni Migliorati, bratanek papieża, arcybiskup Rawenny − kardynał prezbiter S. Croce in Gerusalemme (tytuł nadany 20 października 1406)[1], zm. 16 października 1410
6. Pietro Filargo, OFM, arcybiskup Mediolanu − kardynał prezbiter Ss. XII Apostoli[1], następnie antypapież Aleksander V (26 czerwca 1409), zm. 3 maja 1410
7. Antonio Arcioni, biskup Ascoli Piceno − kardynał prezbiter S. Pietro in Vincoli, zm. 21 lipca 1405
8. Antonio Calvi, biskup Todi − kardynał prezbiter S. Prassede[1], następnie kardynał prezbiter S. Marco (2 lipca 1409), zm. 2 października 1411
9. Oddone Colonna, protonotariusz apostolski, administrator diecezji suburbikarnej Palestrina − kardynał diakon S. Giorgio in Velabro[2], od 11 listopada 1417 papież Marcin V, zm. 20 lutego 1431
10. Pietro Stefaneschi, protonotariusz apostolski − kardynał diakon S. Angelo in Pescheria, następnie kardynał diakon Ss. Cosma e Damiano (2 czerwca 1409) i ponownie kardynał diakon S. Angelo in Pescheria (1410), zm. 30 października 1417
11. Jean Gilles, kanonik w Liège, legat papieski w prowincjach kościelnych Kolonia, Reims i Trewir − kardynał diakon Ss. Cosma e Damiano (tytuł nadany 12 stycznia 1406)[1], zm. 1 lipca 1408